# 西贝莱斯宫
西贝莱斯宫（西班牙語：Palacio de Cibeles），2011年前称为通讯宫（Palacio de Comunicaciones）及電信宮（Palacio de Telecomunicaciones），是位于西班牙马德里的建筑群，坐落于西贝莱斯广场旁，1919年落成時為馬德里的郵政總局，現為馬德里的市政廳。

## 沿革
西貝萊斯宮於1907年動工興建、1919年完工啟用，作为西班牙邮电总局（今西班牙郵政前身）的总部。连同前面的18世纪喷泉，该建筑成为马德里的标志景点。游客亦可登上中央塔楼，眺望马德里风光。
2007年，西班牙邮电总局的总部迁往他处，經過整修後，成為馬德里市議會及馬德里市長駐地，併設稱為「中央中心」（CentroCentro）的文化設施。
西贝莱斯宫于1993年被列为保护建筑。